# Salcedoa
Salcedoa, monotipski rod  glavočika iz potporodice Stifftioideae,. Jedina vrsta je S. mirabaliarum ugrožena vrsta iz Dominikanske Republike. Zbog zaštite biljke utemeljen je Strogi prirodni rezervat Reserva Científica La Salcedoa.
Rod i vrsta opisane su 2004. 